# Lili (singel)
 Lili – trzeci singel promujący album "Folkhorod" zespołu ENEJ. Do utworu nakręcony został również teledysk, którego reżyserem jest Marcin Gwarda. Premiera singla odbyła się 3 lutego 2013 r. na antenie radia RMF FM.

## Notowania
| Lista                         | Pozycja | Źródło |
| ----------------------------- | ------- | ------ |
| RMF FM – POPLista             | 1       | [ 2 ]  |
| Polish Airplay Chart          | 1       | [ 3 ]  |
| Wietrzne Radio – Top 15       | 2       | [ 4 ]  |
| RMF Maxxx – Hop Bęc           | 3       | [ 5 ]  |
| Lista przebojów Radia Olsztyn | 2       | [ 6 ]  |
| Eska – Gorąca 20              | 1       | [ 7 ]  |
| Lista Przebojów Radia PiK     | 1       | [ 8 ]  |

## Nagrody i nominacje singla
| Rok  | Nagroda          | Kategoria         | Rezultat    |       |
| ---- | ---------------- | ----------------- | ----------- | ----- |
| 2013 | Plebiscyt RMF FM | Przebój Roku 2013 | 30. miejsce | [ 9 ] |